# Synnerv

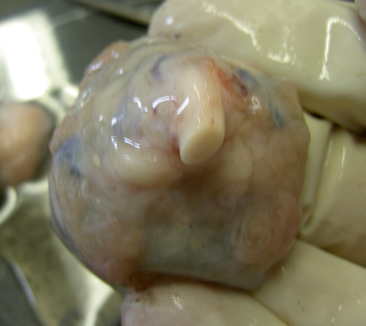
En avklippt synnerv på ett dissekerat kalvöga.

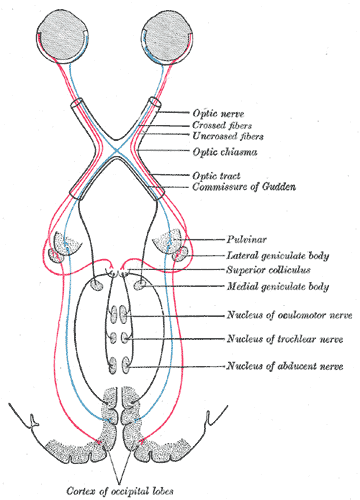
Synnerven går från näthinnan via synnervskorsningen till de laterala knäkropparna (geniculata laterale) samt till den pretectala kärnan (colliculus superior).

Synnerven, kranialnerv II (lat. nervus opticus), är den nerv som överför visuell information från näthinnan till hjärnan. Den räknas som den andra kranialnerven. Nerven kan räknas till det centrala nervsystemet (CNS). Den myeliniseras av oligodendrocyter vilket bland annat gör att multipel skleros kan angripa nerven, så kallad optikusneurit. Nerven går från näthinnan via synnervskorsningen (chiasma opticum) till de laterala knäkropparna och en del nervtrådar går även till den pretektala kärnan som styr pupillstorleken.
Varje synnerv innehåller ungefär 1 000 000 myeliniserade nervfibrer.
Synnerven är en helt sensorisk nerv, det vill säga den transporterar enbart sinnesintryck, som sedan skickas vidare till hjärnan där tolkningen sker.